# おねがいツインズ・みずほ先生とはちみつツインズ
おねがいツインズ・みずほ先生とはちみつツインズ（おねがいツインズ・みずほせんせいとはちみつツインズ）は、『おねがいティーチャー・みずほ先生のはちみつ新学期』（ラジオ大阪・2003年4月 - 2003年6月放送）の後継番組として、引き続き『ゴクラク!もえもえステーション』内で放送されたラジオ番組である。

## 概要
TVアニメ『おねがい☆ツインズ』の放送開始と共に、前番組からリニューアル。パーソナリティーは引き続き井上喜久子に加え、『おねがい☆ツインズ』の宮藤深衣奈役の中原麻衣と小野寺樺恋役の清水愛が加わった。
15分番組だったが、2003年10月より30分番組化。さらにアニメの舞台になっている長野の地元局・信越放送でもネットされるようになった。また四道晴子（声：新谷良子）によるミニコーナーもこの時からスタートした。
2004年3月放送終了。後継番組はネットラジオ「おねがいアワー・みずほ先生の個人授業」（2004年5月 - 2005年3月）。

## 放送局
- ラジオ大阪（2003年7月2日 - 2004年3月28日）
  - 水曜・24:15 - 24:30（2003年7月 - 2003年9月）
  - 日曜・24:30 - 25:00（2003年10月 - 2004年3月）
- TBSラジオ（2003年7月5日 - 2004年3月27日）
  - 土曜・25:15 - 25:30（2003年7月 - 2003年9月）
  - 土曜・24:30 - 25:00（2003年10月 - 2004年3月）
- 信越放送（2003年10月5日 - 2004年3月28日）
  - 日曜・24:00 - 24:30